# OVDL
OVDL은 대한민국의 가수다. 2019년 싱글 《Zzz》로 데뷔했다.
쇼미더머니8에 참가하여, BGM-V 팀 에서 경연하였으며, 머쉬베놈, 안병웅 등과 함께 1:1에 승리하였으나 팀 트레이드에서 탈락하였다.
특별 심사위원 팔로알토, 양동근, 릴보이, 테이크원 등 다수의 표수를 받아 가오가이, 차붐, 키츠요지와 같은 회사에 있는 리비도와 경연하여 승리하으나 통편집 되었다.
편집으로 인해 방송에서 짧게 보인 랩 벌스에도 돋보였던 매력적인 톤은 그의 랩을 직접 찾아보게 하였으나, 본인 음원에서는 랩음악이라고 하기엔 어려운 장르를 하는 듯 보인다.

## 방송
- 쇼미더머니 8 (2019) - Top31